# Gabriella Juhász
Gabriella Juhász (* 19. März 1985 in Kisvárda, Ungarn) ist eine ehemalige ungarische Handballspielerin, die für die ungarische Nationalmannschaft auflief.

## Karriere

### Im Verein
Juhász begann das Handballspielen in ihrem Geburtsort bei Kisvárdai KK. Ab dem Jahr 2001 lief die Außenspielerin für den ungarischen Erstligisten Debreceni Vasutas SC auf. Zwei Jahre später schloss sich Juhász dem Ligakonkurrenten Győri ETO KC an, mit dem sie 2005 und 2006 die ungarische Meisterschaft sowie 2005, 2006 und 2007 den ungarischen Pokal gewann. Weiterhin stand sie in den Jahren 2004 und 2005 im Finale des EHF-Pokals sowie 2006 im Finale des Europapokals der Pokalsieger.
Nachdem Juhász in der Saison 2007/08 für Ferencváros Budapest aufgelaufen war, schloss sie sich anschließend dem rumänischen Erstligisten Rulmentul Brașov an. Im Jahr 2009 kehrte sie zu Debreceni Vasutas SC zurück und wechselte zwei Jahre später zum Ligakonkurrenten Veszprém Barabás KC. Zur Saison 2012/13 wechselte Juhász nach Norwegen, wo sie ein Jahr für Levanger HK, zwei Jahre für Fredrikstad BK und zuletzt für Storhamar Håndball auflief. Mit Storhamar belegte sie in den Jahren 2018 und 2019 den zweiten Platz in der höchsten norwegischen Spielklasse. Infolge einer Achillessehnenverletzung, die sie sich im Januar 2019 zuzog, beendete sie im Januar 2020 ihre Karriere.

### In der Nationalmannschaft
Juhász gab am 3. März 2007 gegen Norwegen ihr Debüt für die ungarische Nationalmannschaft. Mit Ungarn belegte sie bei der Weltmeisterschaft 2009 den neunten Platz. Im Turnierverlauf erzielte sie 23 Treffer. Am 19. November 2011 wurde Juhász letztmals in der Nationalmannschaft eingesetzt.